# 杏&影 結婚日記
『杏&影 結婚日記』（あんずアンドえい けっこんにっき）は、前原滋子による日本の漫画作品。本項では、長期シリーズの発端である『杏&影 初恋のかくれんぼ』および『杏&影 恋人時代』についても併せて取り扱うものとする。

## 概要
『初恋のかくれんぼ』『杏&影 恋人時代』の続編として講談社の漫画雑誌『Fortnightly mimi』にて、1984年12号から連載されていた。
2009年、作者自らの描き直しによるリメイク版として、同年2月から7月に6カ月連続で講談社漫画文庫から文庫版が刊行された。同作者の作品が文庫化されるのは本作が初である。
高校卒業前に結婚した幼なじみカップルの結婚生活・子育てを通しての学生生活や就職活動などを描く。単行本及び文庫本の巻数表記は、「杏&影 ○冊めの結婚日記」。

## 結婚日記シリーズ・その後
講談社発刊の新書判や文庫判も、またその後2014年から2020年にかけ作者が個人出版にてAmazon Kindle限定で順次販売した電子書籍版に於いても『杏&影 結婚日記』シリーズは「全6巻」として刊行されているが、第6巻収録の最終エピソード『10年めの結婚記念日』では、シリーズ全体としての明確な「完結」や「終わり」といった文言の記述はないままである。
しかし、その第6巻の続編として『Kiss』1995年6月号に巻頭見開きカラー扉絵には「好評シリーズ再登場」「隔月掲載決定!!」とのキャッチコピーが付き、小学3年生になった杏&影夫婦の長女・緑に焦点を当てた第7部第1話『春のめざめ』32頁を発表している。
扉絵のキャッチコピーを読めば読者が同年8月号に第2話掲載を期待するのは当然の心理だが、CONTENTS（目次）では「ブライダルブック発売記念特別読み切り」との記述な上、『春のめざめ』最終ページp.41の欄外には「『杏&影 結婚日記』 / 終わり 前原滋子先生の次回の登場をお楽しみに!!」との編集部コメントで終了した。
作者ブログによると連載予定であったが諸事情により雑誌掲載には「単発読み切り」となったとの事で、その緑のエピソード『春のめざめ』は前後編に分け、作者ブログの「杏&影 単行本未収録作品」のカテゴリーにて2014年より無料公開中である。
上述ブログ後編の末尾によると長女・緑の話のみではなく第2 - 4話までの構想があると書かれているが、今のところ続編新作の発表はない（2024年8月時点）。

## 登場人物
若木 杏（わかぎ あんず）
旧姓・雨峰。17歳の時に、幼馴染の影と結婚する。高校3年の時に妊娠発覚、大学入学から間もなく双子(新と緑)を出産、子育てと学生生活の両立に奔走する。現在はシナリオライター。
若木 影（わかぎ えい）
18歳の誕生日に幼馴染の杏と結婚する。杏には16歳の時にプロポーズしていた。大学卒業後は出版社に就職。
若木 新・緑（わかぎ あらた・みどり）
杏と影の長男・長女。双子の兄妹。新緑の季節に生まれたのでこう名付けられた。
若木 小紅・葉子（わかぎ こべに・ようこ）
杏と影の次女・三女。双子の姉妹。紅葉の季節に生まれたのでこう名付けられた。
保科 俊一（ほしな しゅんいち）。
影の親友。2人の力強い味方。大学3年の春に休学し、世界旅行を経験する。大学卒業後は高校教師に。
若木 真帆（わかぎ まほ）
影の年の離れた妹。見た目も性格も男の子っぽい。影の親友、保科に惚れている。
坂崎 忍（さかざき しのぶ）
杏の大学のクラスメイト。父親が代議士。
野原 実子（のはら みのりこ）
杏と影のマンションの隣に住む。少女小説家。杏の喧嘩相手。
三輪 好和（みわ よしかず）
杏と影の中学時代の同級生。新聞社勤務。漫画家の南 彩の夫。娘にデレデレ。
三輪 さやか（みわ さやか）
杏と影の中学時代の同級生。漫画家。夫は同じく杏と影の同級生の三輪 好和。ペンネームは南 彩(みなみ さやか)

## 作品リスト
単行本は「恋人時代」がフレンドKCから、「1冊めの結婚日記」から「3冊め」までがmimi KCから、「4冊め」から「6冊め」までがKISS KCから発行されたが、いずれも絶版。紙書籍は特記がない限り、いずれも講談社のレーベル。
＊初出掲載誌の略称など
- - 週刊少女フレンド → 『週フレ』
  - 別冊フレンド → 『別フレ』
  - 隔週刊Fortnightly mimi → 『mimi』
  - Monthly Kiss → 『Kiss』

### 初恋・恋人時代
＊『初恋・恋人時代』の文庫判には、新書判収録済みの『杏&影シリーズ』に関連のない読み切り2編が含まれていないので、この節はその差を分かり易くする為に初出情報も詳細に記述している。
新書判
- 前原滋子 『杏&影 初恋のかくれんぼ』 1977年4月15日発行〈KCフレンド；KC743番〉ISBN 4-06-109743-1（杏&影の中学時代3編および関連のない読み切り2編を収録した短編集）。
  - A-1. 初恋のかくれんぼ（『週フレ』1976年第16号・8月20日号[1]）
  - A-2. 恋はブランコ（『週フレ』1976年第22号・11月20日号[15]）
  - A-3. 恋のあやとり（『週フレ』1977年第5号・3月5日号[2]）
  - 恋の強力接着剤 （『週フレ』1974年第20号 / 高校3年のエースとエイプルの物語）
  - キスはトイレの中で （『別フレ』1973年9月号増刊 / 全寮制私立富家学園の理加と美々の物語）
- 前原滋子 『杏&影 恋人時代』 1980年4月15日発行〈KCフレンド；KC846番〉ISBN 4-06-173846-1。
  - B-1. 16さいのメモランダム （『週フレ』1979年第8号・4月20日号[3]）
  - B-2. 杏&影 恋人時代 －17さい めくるめく季節の中で－
    - 連載第1回（『週フレ』1979年第18号・9月20日号[4]）
    - 連載第2回（『週フレ』同年第19号・10月5日号[16]）
    - 連載第3回（『週フレ』同年第22号・11月20日号[17]）
    - 連載第4回（『週フレ』同年第23号・12月5日号[18]）
    - 連載第5回（『週フレ』同年第24号・12月20日号[19]）

文庫判
- 前原滋子 『杏&影 初恋〜恋人時代』 〈講談社漫画文庫〉、全1巻、2009年11月発行（同年11月11日発売[講 1]）、ISBN 978-4-06-370691-8。

個人出版（デジタル配信版）
- 前原滋子『杏&影 恋人時代』 全1巻、Fuji Art Production〈Amazon Kindle限定配信〉、2020年12月29日。ASIN B08RN9XCK2。「上述Aは含まず、B全て計6話分を収録。」

### 結婚日記
＊『結婚日記シリーズ』の漫画本編は原則、新書判＝文庫判＝Kindle版なので（※カラー扉絵収録の有り無し・後書き・文字サイズ等の差はある）、初出情報は出典内の記述にとどめている。
新書判
- 前原滋子 『杏&影 結婚日記』 全6巻
  - 1冊め[注 12]：1984年12月14日発行（同年12月11日発売[講 2]）〈KC mimi；075番〉ISBN 978-4-06-170075-8。
  - 2冊め：1986年4月14日発行（同年4月10日発売[講 3]）〈KC mimi；117番〉ISBN 978-4-06-170117-5。
  - 3冊め：1986年12月13日発行（同年12月11日発売[講 4]）〈KC mimi；145番〉ISBN 978-4-06-170145-8。
  - 4冊め：1992年10月13日発行（同年10月8日発売[講 5]）〈KC KISS；4番〉ISBN 978-4-06-325604-8。
  - 5冊め：1992年11月13日発行（同年11月5日発売[講 6]）〈KC KISS；5番〉ISBN 978-4-06-325605-5。
  - 6冊め：1994年4月13日発行（同年4月7日発売[講 7]）〈KC KISS；40番〉ISBN 978-4-06-325640-6。

文庫判
- 前原滋子 『杏&影 結婚日記』〈講談社漫画文庫〉、判型:A6、全6巻
  - 1冊め：2009年2月10日発行（同年2月7日発売[講 8]）、ISBN 978-4-06-370627-7。
  - 2冊め：2009年2月10日発行（同年2月7日発売[講 9]）、ISBN 978-4-06-370628-4。
  - 3冊め：2009年3月12日発行（同年3月11日発売[講 10]）、ISBN 978-4-06-370633-8。
  - 4冊め：2009年4月10日発行（同年4月9日発売[講 11]）、ISBN 978-4-06-370645-1。
  - 5冊め：2009年6月11日発行（同日発売[講 12]）、ISBN 978-4-06-370660-4。
  - 6冊め：2009年7月9日発行（同日発売[講 13]）、ISBN 978-4-06-370664-2。

個人出版（デジタル配信版）
- 前原滋子 『杏&影 結婚日記』、発行所：Fuji Art Production、〈Amazon Kindle限定配信〉、全6巻
  - 『一冊目』2014年6月16日。ASIN B00L2HTFBK。
  - 『二冊目』2014年8月24日。ASIN B00N0A0U0W。
  - 『三冊目』2014年11月1日。ASIN B00P5N8SJC。
  - 『四冊目』2014年12月26日。ASIN B00RI0DW50。
  - 『五冊目』2020年1月13日。ASIN B083TKTVXZ。
  - 『六冊目』2020年1月21日。ASIN B0843QG2QR。